# Ctenacanthiformes
Ctenacanthiformes es un orden extinto de peces condrictios. Poseían espinas de aleta ornamentadas y dentición cladodonte. Su familia, Ctenacanthidae, puede haber sobrevivido hasta el Cretácico basado en los dientes encontrados en depósitos de agua profunda del Valanginiano de Francia y Austria.